# Giard Point
Der Giard Point (französisch Pointe Giard) ist eine Landspitze an der Nordwestküste der Anvers-Insel im Palmer-Archipel westlich der Antarktischen Halbinsel. Am nördlichen Ende der Obitel-Halbinsel markiert sie die Südseite der Einfahrt zur Perrier-Bucht.
Teilnehmer der Vierten Französischen Antarktisexpedition (1903–1905) unter der Leitung des Polarforschers Jean-Baptiste Charcot kartierten sie. Charcot benannte sie nach dem französischen Biologen Alfred Mathieu Giard (1846–1908), welcher dem Ausschuss zur Veröffentlichung der wissenschaftlichen Ergebnisse von Charcots Forschungsreise angehörte. Das UK Antarctic Place-Names Committee übertrug die französische Benennung im Jahr 1959 ins Englische.